# Peixe-sapo-ocelado
O peixe-sapo-ocelado (Abantennarius nummifer, antigamente conhecido como Antennarius nummifer), é uma espécie de peixe-sapo cosmopolita tropical, ou seja, encontrada em todas as regiões tropicais do mundo todo, nos Oceanos Atlântico, Índico e Pacífico. Assim como todos os membros da família Antennariidae (peixes-sapo), possuem uma isca na cabeça que utiliza para atrair presas, além de terem barbatanas modificadas que o ajudam a se rastejarem pelo substrato, o que cria um aspecto que o peixe está andando. Frequentemente é encontrado no comércio de aquarismo.
É nativo de regiões tropicais, no Atlântico pode ser encontrado do Caribe para a Venezuela e Brasil para Cabo Verde até a África do Sul (Cidade do Cabo, costa atlântica, para Kwazulu-Natal, costa índica) no Oceano índico, para Madagáscar até o Mar Vermelho para a Índia e Tailândia para Raja Ampat, Indonésia no Oceano Pacífico, para a Austrália e Nova Zelândia até a Polinésia e Micronésia.